# خسائر الفلسطينيين في الحرب
ضحايا الحرب من الفلسطينيين:
ملاحظة: المقالة ليست شاملة. وهناك بعض السجلات عن الخسائر في الأرواح الفلسطينية موضع خلاف. المعايير المستخدمة في هذه المقالة: الاصابات التي تحدث بسبب الحرب أو القتال. ولم يتم ادراج اصابات تعتبر «وفيات غير ضرورية». الرسم البياني يشمل فقط ضحايا العرب الفلسطينيين وليس الأطراف الفاعلة الأخرى.

## 1920–1948
| نزاعات                             | الأطراف الفاعلة المعنية                                                      | وفيات المقاومين                                                   | وفيات المدنيين | مجموع الوفيات        | المقاومين و/أو المدنيين المصابين | إجمالي عدد الضحايا |
| ---------------------------------- | ---------------------------------------------------------------------------- | ----------------------------------------------------------------- | -------------- | -------------------- | -------------------------------- | ------------------ |
| انتفاضة موسم النبي موسى 1920       | الانتداب البريطاني على فلسطين، المتظاهرين عرب.                               | لا ينطبق                                                          | 4              | 4                    | 23                               | 31                 |
| اضطرابات يافا 1921                 | قوات الاحتلال البريطانية، المتظاهرين العرب.                                  | مجهول                                                             | مجهول          | 48                   | 73                               | 121                |
| ثورة البراق 1929                   | , الجيش البريطاني شرطة فلسطين الانتدابية، بيتار. المتظاهرين العرب.           | 116 متظاهر                                                        | مجهول          | 116 العرب 133 اليهود | 232 العرب 198 اليهود             | 679                |
| ثورة فلسطين 1936                   | الجيش البريطاني, هاجاناه, اللجنة العربية العليا.                             | قوات الاحتلال البريطانية واليهودية 562؛ عرب فلسطينيون حوالي 5،000 |                | 5,000                | 15،550 منهم 15،000 فلسطيني عربي. | 18،000–24،000+     |
| حرب التطهير العرقي لفلسطين 1947–48 | الاحتلال البريطاني, جيش الجهاد المقدس، جيش الإنقاذ، الإرجون، هاجاناه، بلماح. | 400–600                                                           | 200–300        | 720 على الأقل        | 1,171                            | 1,800              |

## 1948–2024
| نزاعات                                                            | الأطراف الفاعلة المعنية | وفيات المقاومين                                                      | وفيات المدنيين                                                                                     | مجموع الوفيات                                                                                             | المقاومين و/أو المدنيين المصابين            | إجمالي عدد الضحايا |
| ----------------------------------------------------------------- | --- | -------------------------------------------------------------------- | -------------------------------------------------------------------------------------------------- | --- | ------------------------------------------- | ------------------ |
| الحرب العربية الإسرائيلية 1948، التي يشار إليها أيضا باسم النكبة. | جيش الاحتلال الإسرائيلي المملكة المصرية الجمهورية السورية الأولى الأردن لبنان المملكة العراقية، جيش الجهاد المقدس، المملكة المتوكلية اليمنية، جيش الإنقاذ، الإخوان المسلمون، | مقتل 3،700 جندي عربي أجنبي و1،953 فلسطيني خلال المعارك               | 11،074 فلسطيني في عداد المفقودين يعتقد أنهم لقوا حتفهم، رغم أنه لم يعرف أنهم ماتوا في حالات القتال | 3،000–13،000 (الرقم الأعلى يشير إلى الوفاة المفقودة والمفترضة، وإن لم يكن معروفا أنه توفي في حالة القتال) |                                             | حوالي 3،000?       |
| تمرد الفدائيين الفلسطينيين                                        | القوات المسلحة المصرية الوحدة 101 فدائيون فلسطينيون | 2,700–5,000                                                          | مجهول                                                                                              | 2,800–5,000+                                                                                              | اعتبرت ثقيلة، 500 على الأقل                 | 3,200–5,000        |
| مذبحة قبية                                                        | الاحتلال الإسرائيلي | مجهول                                                                | 42                                                                                                 | 42 | مجهول                                       | 42                 |
| معركة الكرامة                                                     | الاحتلال الإسرائيلي, منظمة التحرير الفلسطينية القوات المسلحة الأردنية | 156                                                                  | 0                                                                                                  | 156 | 100                                         | 256                |
| حرب الاستنزاف                                                     | وحدة استطلاع هيئة الأركان العامة الإسرائيلية، منظمة الصاعقة بعثية | 100 على الأقل                                                        | مجهول                                                                                              | 100 | مجهول                                       | 100+               |
| أيلول الأسود                                                      | الأردن منظمة التحرير الفلسطينية | 3,400                                                                | مجهول                                                                                              | 3,400 | مجهول                                       | 3,400              |
| عملية فردان                                                       | الاحتلال الإسرائيلي منظمة التحرير الفلسطينية | 100+                                                                 | 0                                                                                                  | 100+ | مجهول                                       | 100+               |
| الحرب الأهلية اللبنانية                                           | لبنان حركة فتح جبهة الرفض الجبهة اللبنانية القوات المسلحة السورية القوات اللبنانية                                                                                           | مجهول، الآلاف                                                        | 5,000+                                                                                             | مجهول, 5,000 على الأقل                                                                                    | مجهول, 4,000 على الأقل                      | 5,000–10,000+      |
| عملية الليطاني                                                    | لبنان الاحتلال الإسرائيلي منظمة التحرير الفلسطينية | 1,000–2,000                                                          | 0                                                                                                  | 1,000–2,000                                                                                               | مجهول، ثقيلة                                | 2,000+             |
| حرب لبنان 1982                                                    | لبنان الاحتلال الإسرائيلي القوات المسلحة السورية منظمة التحرير الفلسطينية جيش لبنان الجنوبي حركة أمل                                                                         | مجهول                                                                | مجهول                                                                                              | 5,000–8,000 15,000–20,000                                                                                 | 30,000                                      | 15,000-20,000      |
| حرب المخيمات                                                      | لبنان حركة أمل منظمة التحرير الفلسطينية | مقتل 2،000 على يد أمل و3،000 شخص على يد فلسطينيين آخرين[بحاجة لمصدر] | مجهول، ثقيلة                                                                                       | 5,000+ | مجهول، ثقيلة                                | 8,000+             |
| الانتفاضة الفلسطينية الأولى                                       | الاحتلال الإسرائيلي منظمة التحرير الفلسطينية حركة حماس الجبهة الشعبية لتحرير فلسطين                                                                                          | 1،603 قتلوا على يد الإسرائيليين، 359 قتيلا على يد الفلسطينيين        | مجهول                                                                                              | 2,000 على الأقل                                                                                           | مجهول، ثقيلة                                | 2,000+             |
| الانتفاضة الفلسطينية الثانية                                      | الاحتلال الإسرائيلي حركة فتح حركة حماس الجبهة الشعبية لتحرير فلسطين حركة الجهاد الإسلامي في فلسطين                                                                           | 2,000–3,500+، موضع نزاع                                              | 1,099–2,800                                                                                        | مقتل 4،791 على يد قوات الأمن الإسرائيلية و714 على يد فلسطينيين آخرين                                      | 8,611 {إدعاءات فلسطينية لم يتم التحقق منها} | 13,400+            |
| الانقسام الفلسطيني                                                | حركة فتح حركة حماس | 248                                                                  | 98 على الأقل                                                                                       | 600 | 1,000 جريح                                  | 1,600              |
| الحرب على غزة 2008–09                                             | الاحتلال الإسرائيلي حماس | 491–709، موضع خلاف                                                   | 295–962                                                                                            | 1،166–1،417                                                                                               | 5،303                                       | 6،400–6،700        |
| الاشتباكات بين غزة وإسرائيل مارس 2012                             | الاحتلال الإسرائيلي لجان المقاومة الشعبية | 18                                                                   | 3                                                                                                  | 21 | 24                                          | 45                 |
| الحرب على غزة 2012                                                | الاحتلال الإسرائيلي لجان المقاومة الشعبية | 67–120                                                               | 109                                                                                                | 174–177                                                                                                   | مجهول                                       |                    |
| الحرب على غزة 2014                                                | الاحتلال الإسرائيلي حماس | 693                                                                  | 1،617                                                                                              | 2،310 | مجهول                                       |                    |
| الاشتباكات الإسرائيلية الفلسطينية 2021                            | الاحتلال الإسرائيلي حماس حركة الجهاد الإسلامي في فلسطين |                                                                      | | 275 |                                             |                    |
| طوفان الاقصى                                                      | الاحتلال الإسرائيلي حماس حركة الجهاد الإسلامي في فلسطين | مجهول                                                                | 47283                                                                                              | 47283 |                                             | حوالي 47283        |